# Ambeyrac
Ambeyrac (okzitanisch Ambairac) ist eine französische Gemeinde mit 181 Einwohnern (Stand: 1. Januar 2022) im Département Aveyron in der Region Okzitanien (vor 2016 Midi-Pyrénées). Sie gehört zum Arrondissement Villefranche-de-Rouergue und zum Kanton Villeneuvois et Villefranchois. Die Einwohner werden Ambeyracois und Ambeyracoises genannt.

## Geografie
Ambeyrac liegt etwa 58 Kilometer westnordwestlich von Rodez am Fluss Lot, der die Gemeinde im Norden und Nordwesten begrenzt. Umgeben wird Ambeyrac von den Nachbargemeinden Larroque-Toirac im Norden, Balaguier-d’Olt im Nordosten, Montsalès im Osten, Ols-et-Rinhodes im Südosten und Süden, Saujac im Südwesten sowie Montbrun im Westen und Nordwesten.

## Bevölkerungsentwicklung
| Jahr                       | 1962 | 1968 | 1975 | 1982 | 1990 | 1999 | 2006 | 2019 |
| Einwohner                  | 204  | 214  | 198  | 192  | 167  | 191  | 182  | 176  |
| Quellen: Cassini und INSEE |      |      |      |      |      |      |      |      |

## Sehenswürdigkeiten
- Dolmen des Aumières
- Kirche Saint-Julien
- Kirche in Camboulan
- Schloss Camboulan, seit 1995 Monument historique
- Taubenturm
- Zehntscheune

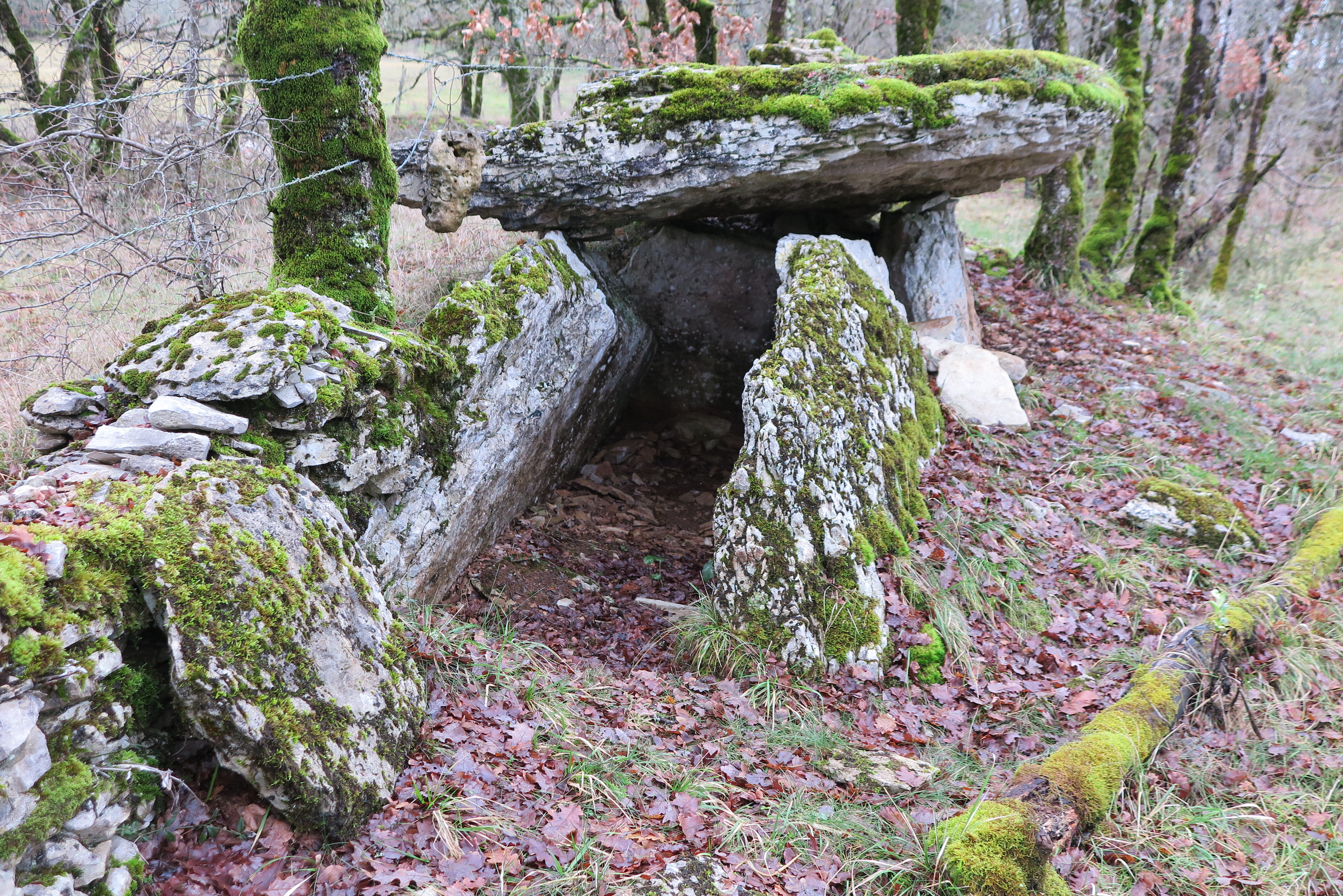
Dolmen des Aumières
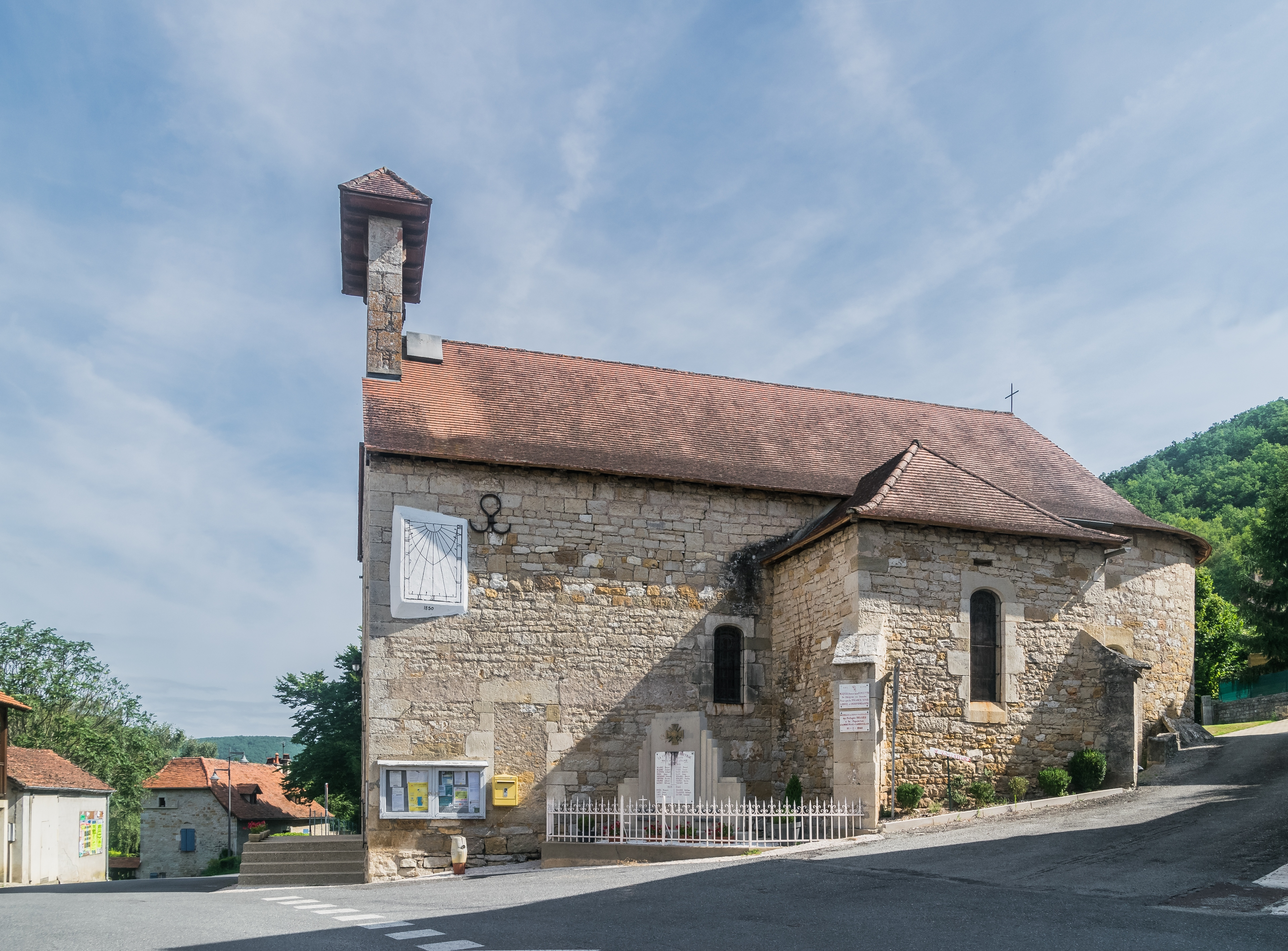
Kirche Saint-Julien
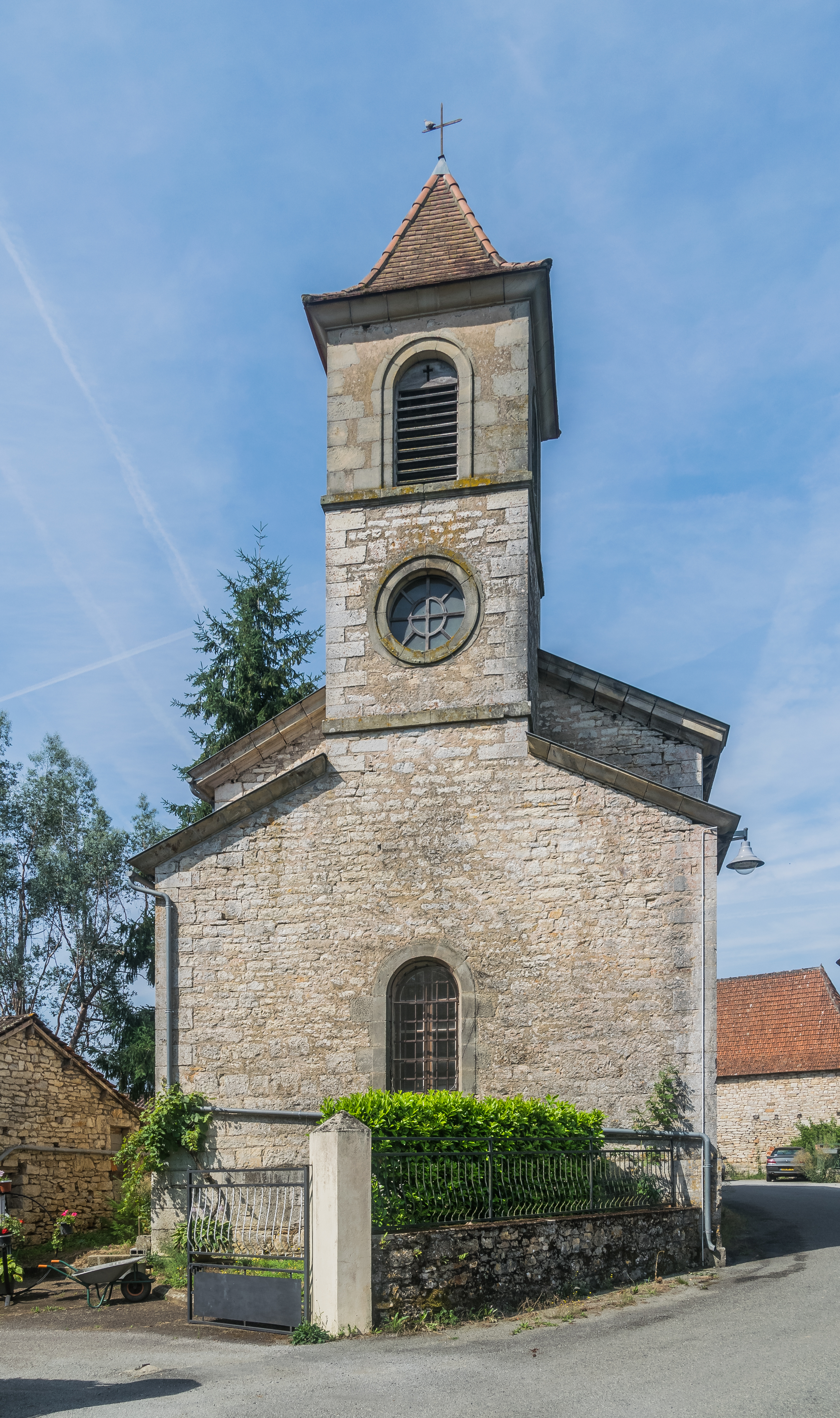
Kirche in Camboulan
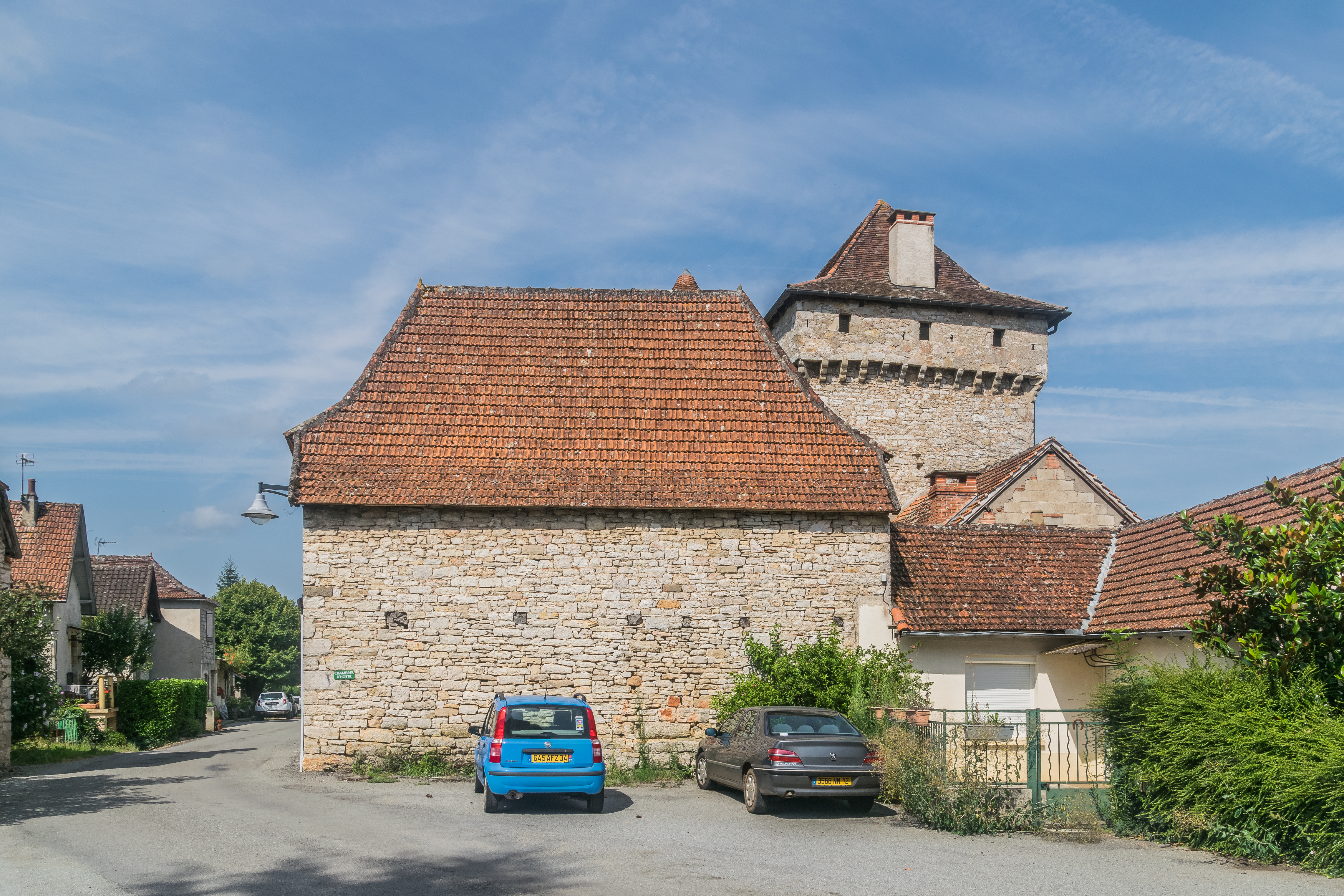
Schloss Camboulan
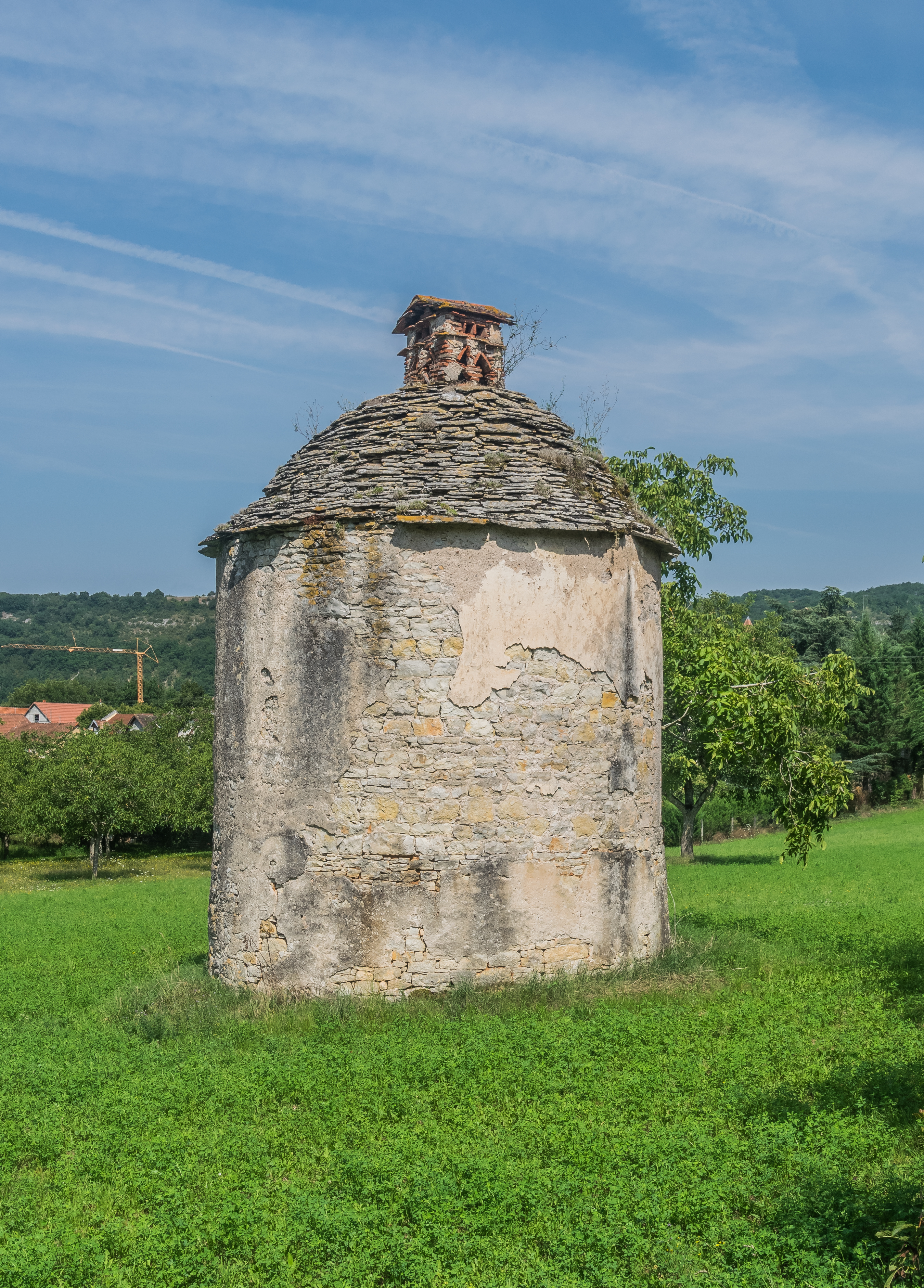
Taubenturm